# Louis Hartz
Louis Hartz (* 8. April 1919 in Youngstown, Ohio; † 20. Januar 1986 in Istanbul) war ein US-amerikanischer Politikwissenschaftler, Historiker und Hochschullehrer.

## Leben und Wirken
Lous Hartz studierte Politikwissenschaft und Geschichte an der Harvard University und schloss hier sein Studium im Jahre 1940 ab. Nach einer längeren Reise setzte er 1942 seine Studien fort und promovierte 1946 an der Harvard University zum Ph.D. Fortan arbeitete er an dieser Universität als Hochschullehrer und erhielt hier 1956 eine ordentliche Professur. 1957 wurde Hartz in die American Academy of Arts and Sciences gewählt.
Als Hochschullehrer wirkte er bis 1974; krankheitshalber legte er seine Aufgaben an der Universität nieder. In den folgenden Jahren war er viel auf Reisen im Ausland unterwegs und starb Anfang 1986 in der Türkei.
Hartz beschäftigte sich vor allem mit der Geschichte der politischen Theorie, insbesondere mit dem Liberalismus. Er wurde besonders bekannt durch sein Buch The liberal tradition in America, das bis 1991 mehrfach in neuen Auflagen erschien. Das Buch erhielt mehrere Auszeichnungen.

## Veröffentlichungen (Auswahl)
- Economic policy and democratic thought. Pennsylvania 1776–1860. Harvard University Press, Cambridge, Mass. 1948 (= Dissertation Harvard University).
- The reactionary enlightenment. Southern political thought before the civil war. In: The Western political quarterly, Bd. 5 (1952), S. 31–50.
- American Political Thought and the American Revolution. In: American Political Science Review, Bd. 46 (1952), S. 321–342.
- The Whig Tradition in America and Europe. In: Ebd., S. 989–1002.

- The liberal tradition in America. An interpretation of American political thought since the revolution. Harcourt, Brace, Jovanovich, New York 1955 (letzte Ausgabe 1991, ISBN 0-15-651269-6).
- The Coming of Age of America. In: American Political Science Review, Bd. 51 (1957), S. 474–483.
- American Historiography and Comparative Analysis. Further Reflections. In: Comparative Studies in Society and History, Bd. 5 (1963), H. 4, S. 365–377.
- (Mitautor): The founding of new societies. Studies in the history of the United States, Latin America, South Africa, Canada, and Australia. Harcourt, Brace, Jovanovich, New York 1964
- (mit Daniel Judah Elazar): Government-business relations. In: David T. Gilchrist/W. David Lewis (Hrsg.): Economic change in the Civil-War era. Eleutherian Mills-Hagley Foundation, Greenville, Del. 1965, S. 83–116.
- Democray. Image and reality. In: Samuel H. Beer u. a. (Hrsg.): Democracy in the mid-twentieth century. Problems and prospects. Books for Libraries Press, Freeport, N.Y. 1971, S. 13–29, ISBN 0-8369-2082-1.
- A comparative study of fragment cultures. In: Hugh Davis Graham (Hrsg.): Violence in America. Historical & comparative perspectives. Sage, Beverly Hills, Calif. 1979, S. 119–132, ISBN 0-8039-0964-0.
- A synthesis of world history. Humanity, Zürich 1984.

- The necessity of choice. Nineteenth-century political thought. Transaction Publishers, New Brunswick, N.J. 1990, ISBN 0-88738-326-2.